# 莊金生
莊金生（1941年7月13日—），台灣政治人物，原住民阿美族人。曾任花蓮縣光復鄉鄉長，後代表中國國民黨以平地原住民身份當選為第六、七屆臺灣省議員，及第一屆第六次增額、第二、三屆立法委員。
1998年底第四屆立法委員選舉競選連任，但未當選。2001年底第五屆立法委員選舉再度參選，亦未當選。